# Zugmaschine

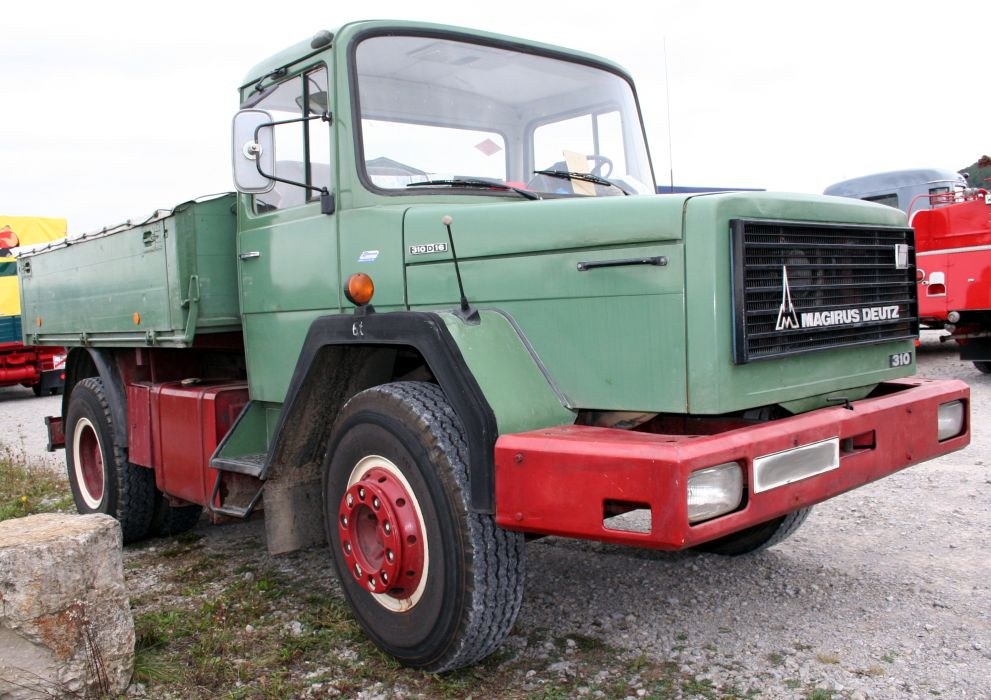
Zugmaschine von Magirus-Deutz aus den 1970er-Jahren

Eine Zugmaschine (als Artilleriezugmaschine auch Protz) ist ein motorbetriebenes Zugfahrzeug, das als solches nicht in erster Linie dazu bestimmt ist, Personen zu befördern oder Güter zu transportieren.
Zugmaschinen dienen dem Ziehen von Wagen, Anhängern, Tiefladern, Sattelaufliegern, landwirtschaftlichen Anbaugeräten, Straßenrollern oder nicht angetriebenen Fahrzeugen. In Frankreich wurden Zugmaschinen auch zum Treideln von Binnenschiffen auf Kanälen verwendet.
Zugmaschinen, die nicht nur andere Fahrzeuge ziehen, sondern zusätzlich auch selbst dem Transport von Gütern oder Personen dienen, werden als Zugfahrzeug bezeichnet.
Eine reine Zugmaschine wird nicht als Lastkraftwagen (Lkw) im engeren Sinne angesehen, gehört aber wie die Kraftwagen und Krafträder zu den Kraftfahrzeugen.

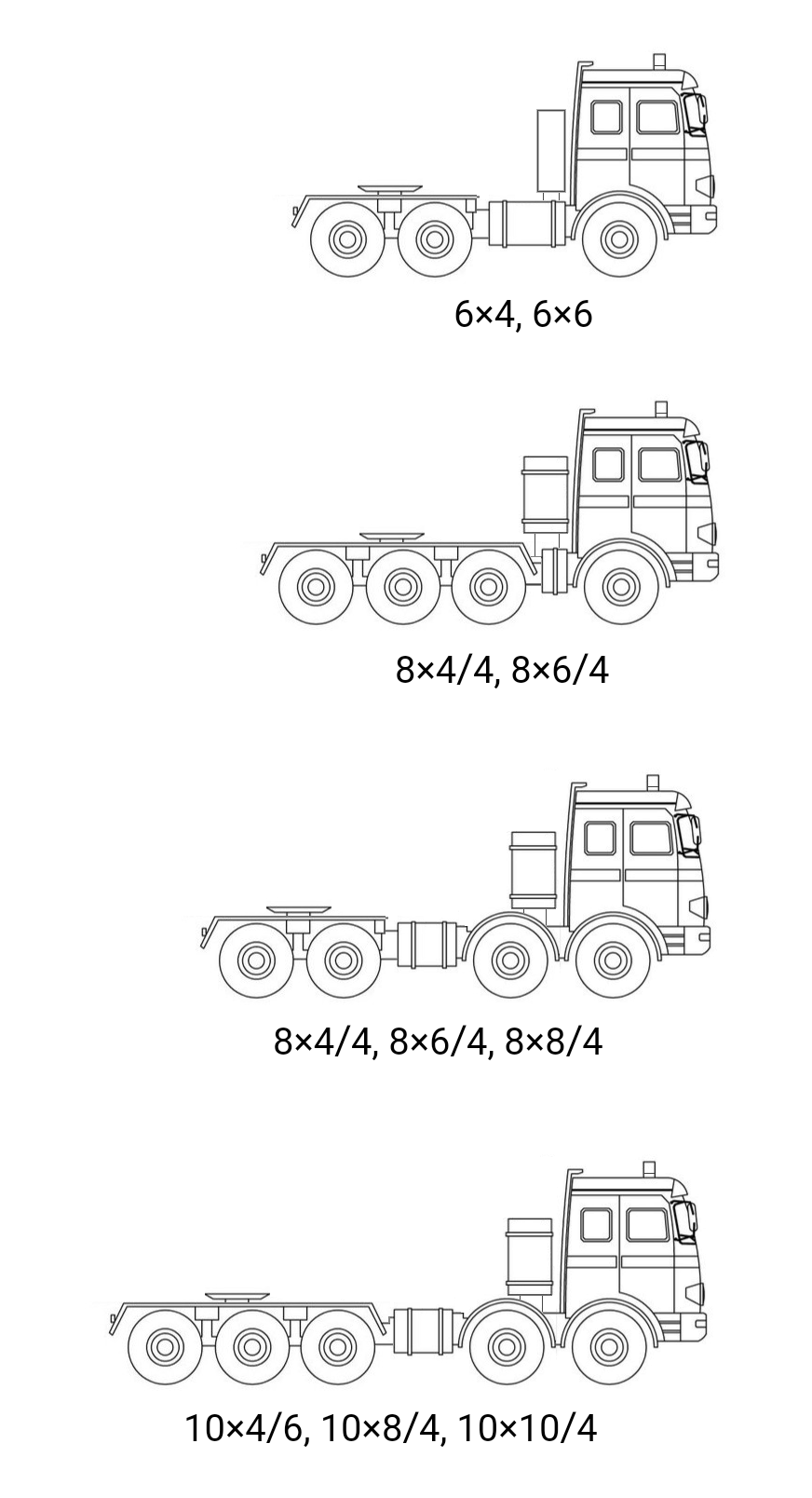
Sattelschwerlastzugmaschinen mit Radformeln

Sattelzugmaschinen sind keine reinen Zugmaschinen, sondern tragen auch einen erheblichen Teil des Gewichts des Sattelaufliegers. Ebenso werden landwirtschaftliche Traktoren nicht nur als Zugmaschinen, sondern meist zusätzlich auch als Geräteträger eingesetzt.
Zugmaschinen werden von Motoren unterschiedlicher Art angetrieben (z. B. von einem Verbrennungs-, seltener von einem Elektromotor, früher oft von einer Dampfmaschine).

## Arten/Verwendung

### Zugmaschine als Straßenfahrzeug

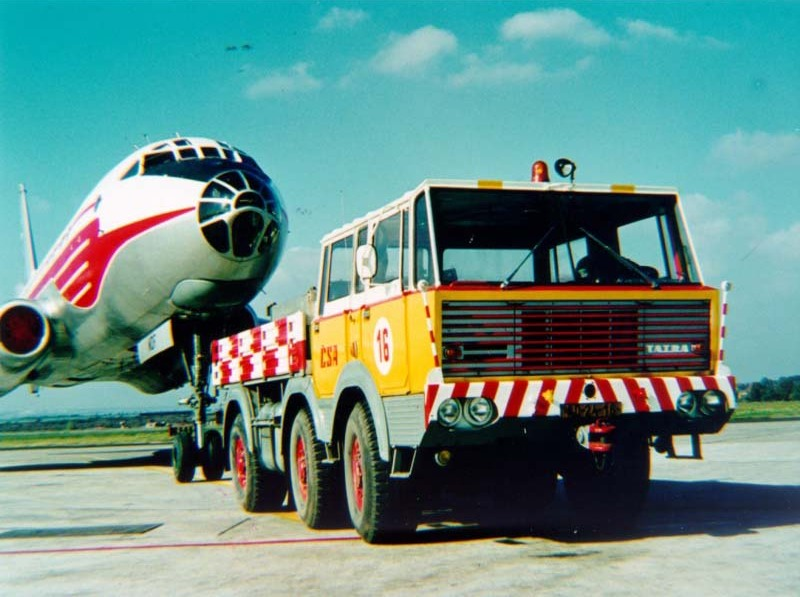
Tatra 813 im Einsatz als Flugzeugschlepper

- Sattelzugmaschinen (auch Sattelschlepper oder kurz Schlepper) dienen dem Ziehen von Sattelaufliegern und bilden gemeinsam den Sattelzug (verkehrsrechtlich: Sattelkraftfahrzeug). Bei dieser Kombination wird ein Teil der Last über die Sattelkupplung der Sattelzugmaschine getragen. Bei einem Sattelzugomnibus wird der Sattelauflieger als Omnibus genutzt.
- historisch als Straßenschlepper, heute meist nur im Schwerlastverkehr.
- Bei Schwertransporten (Transport nicht maß- und/oder gewichtsgerechter Güter) sind Zugmaschinen von elementarer Bedeutung.
- Terminal-Zugmaschinen dienen vor allem dem Einsatz in Häfen und Logistikzentren.
- Für Schausteller sind Zugmaschinen zum Transport ihrer Fliegenden Bauten unerlässlich. In Deutschland erhalten diese für ihre Fahrzeuge Steuervergünstigungen.

### Land- und forstwirtschaftliche Zugmaschinen

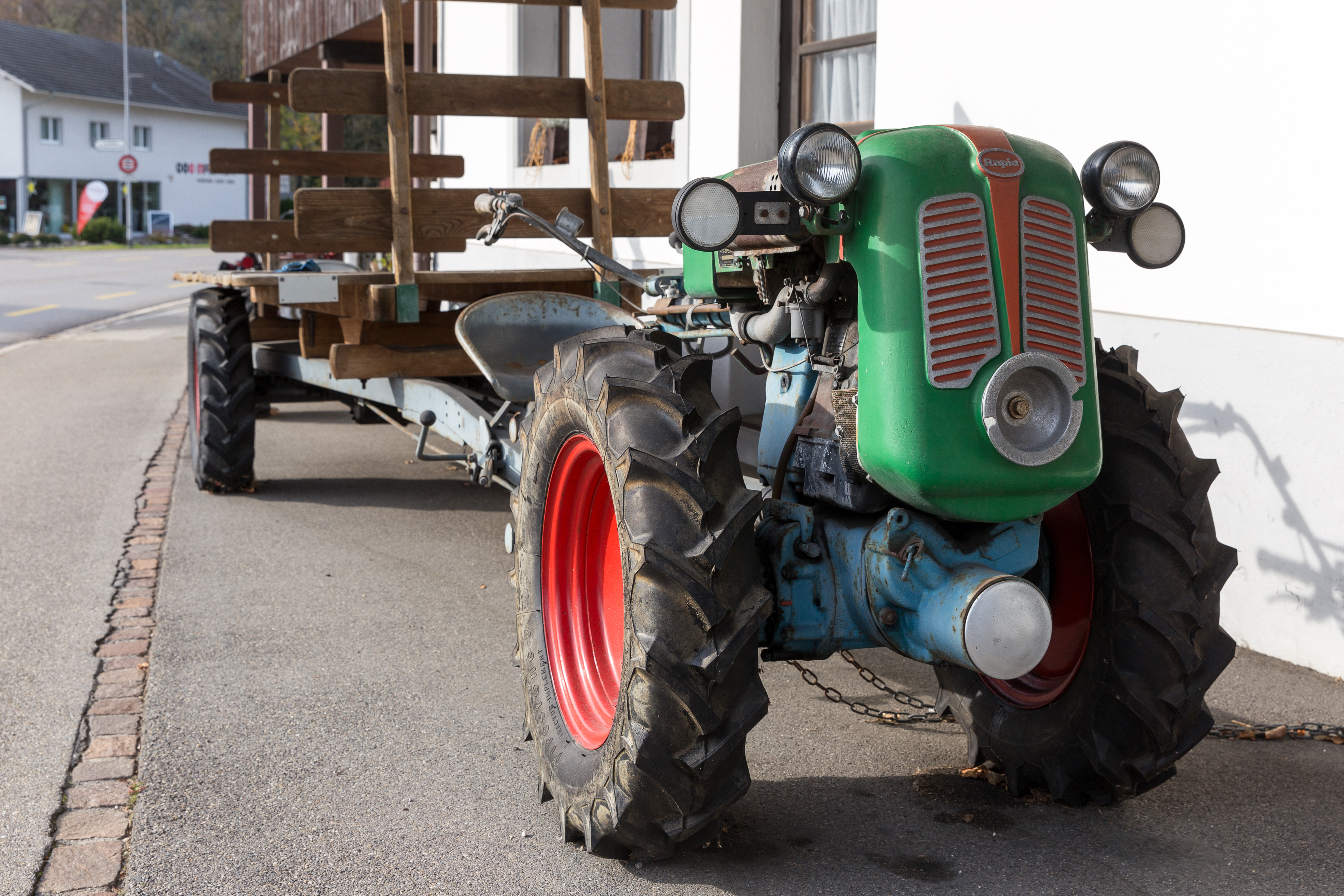
Einachsige Zugmaschine Rapid S-Spezial Einachstraktor

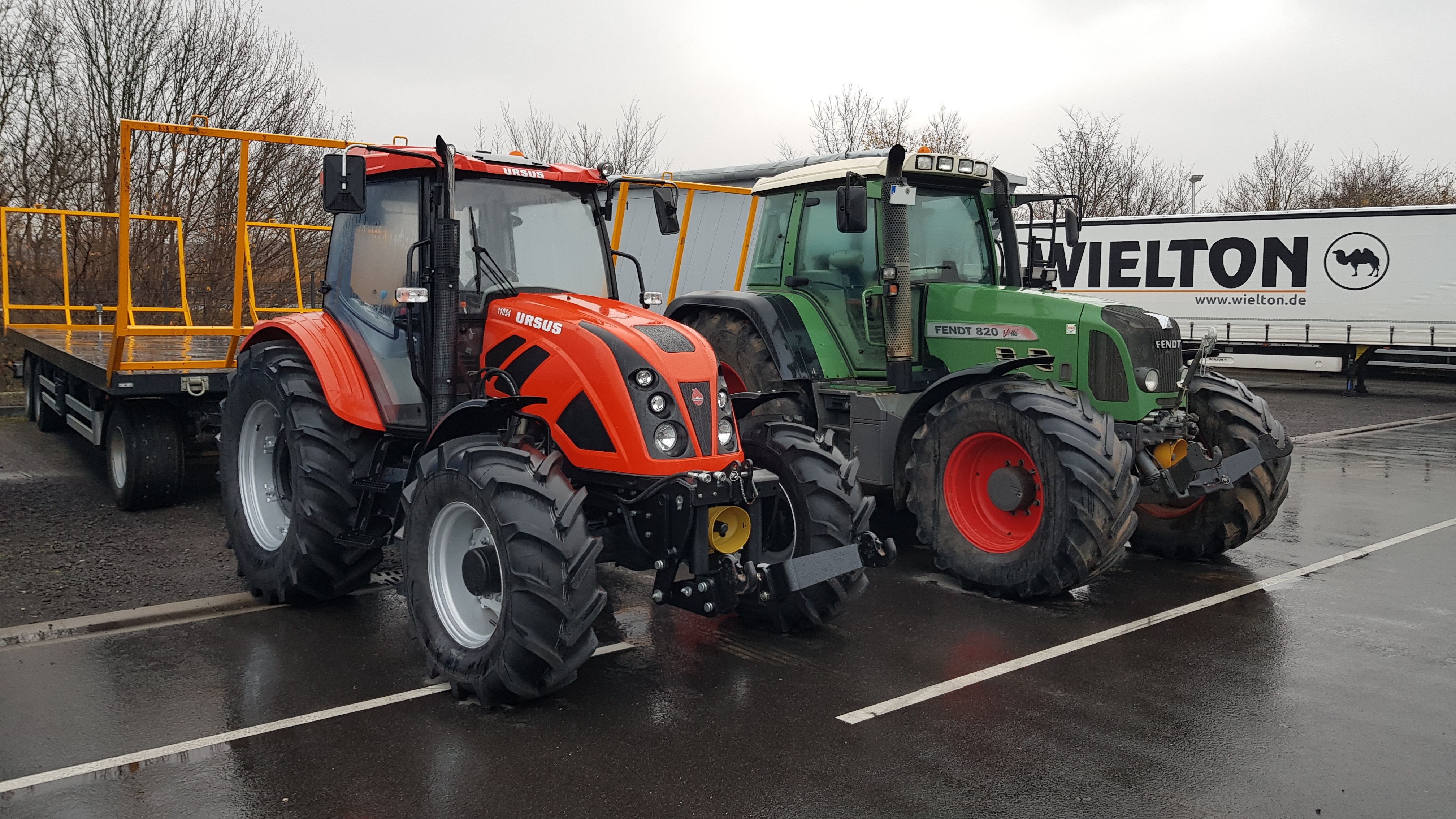
Moderne Schlepper für den landwirtschaftlichen Einsatz (Ursus 11054 und Fendt 820)

Land- oder forstwirtschaftliche Zugmaschinen wie Traktoren sind nach ihrer Bauart für die Verwendung für Land- oder Forstarbeit bestimmt und dürfen, wenn sie steuerliche Vergünstigungen erhalten, nur für solche Zwecke eingesetzt werden.

### Zugmaschinen im Schienenverkehr
Bei Schienenfahrzeugen ist die Bezeichnung Zugmaschine unüblich, hier werden Fahrzeuge, die ausschließlich zum Ziehen anderer Wagen eingesetzt werden, üblicherweise als Lokomotiven bezeichnet. Ausnahmen sind zu Sonderfahrzeugen bekannt, wie beispielsweise zum Faun ZRS (Schiene-Straße-Zugmaschine). 

### Zugmaschinen beim Militär
Bereits im 19. Jahrhundert interessierte sich das Militär für motorisierte Zugmaschinen und erprobte Dampflokomobile als Artilleriezugmaschinen und auch zu anderen Zwecken wie das Dampflokomobil Martin Luther in der damaligen Kolonie Deutsch-Südwestafrika. Im Ersten und Zweiten Weltkrieg wurden zahlreiche Varianten von Zugmaschinen bei Streitkräften aller Länder genutzt. Deren Konzeption und Entwicklungen wirken zum Teil bis in das 21. Jahrhundert weiter. Neben unterschiedlichen Größenklassen und technischen Traktionsarten (Rad-/Kettenkombinationen) sind beim Militär hauptsächlich folgende Anwendungsbereiche zu nennen:
- Artilleriezugmaschinen
- Panzertransport und Schwerlastzugmaschinen
- Flugfeldzugmaschinen, auch Flugfeld-, Flughafenschlepper oder Flugzeugschlepper genannt
- Zugmaschinen im allgemeinen Transportwesen und Logistik des Militärs

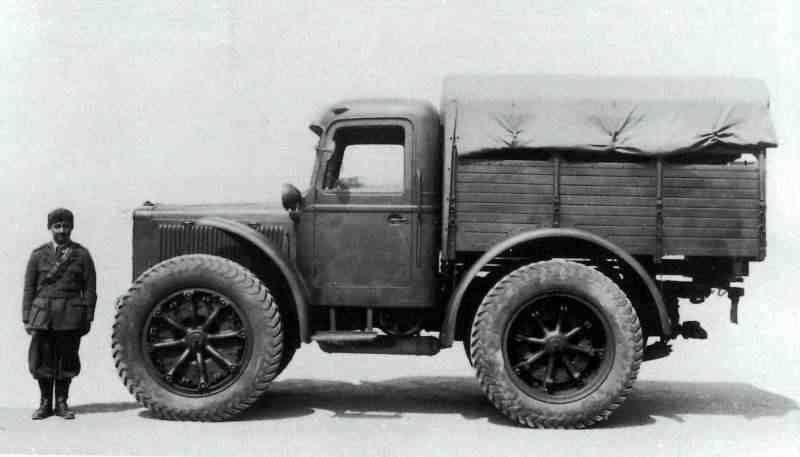
Italienische Zugmaschine Breda TP 40
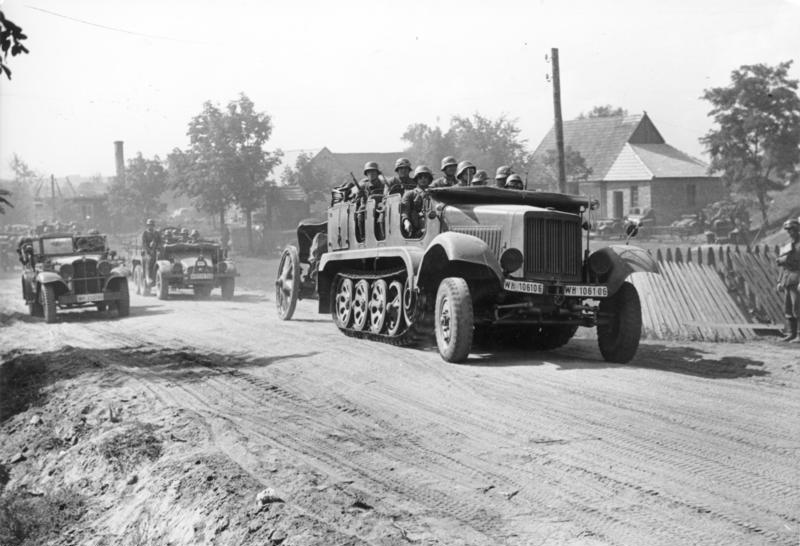
Ein Sd.Kfz. 6 („Protz“) beim Ziehen von Artillerie
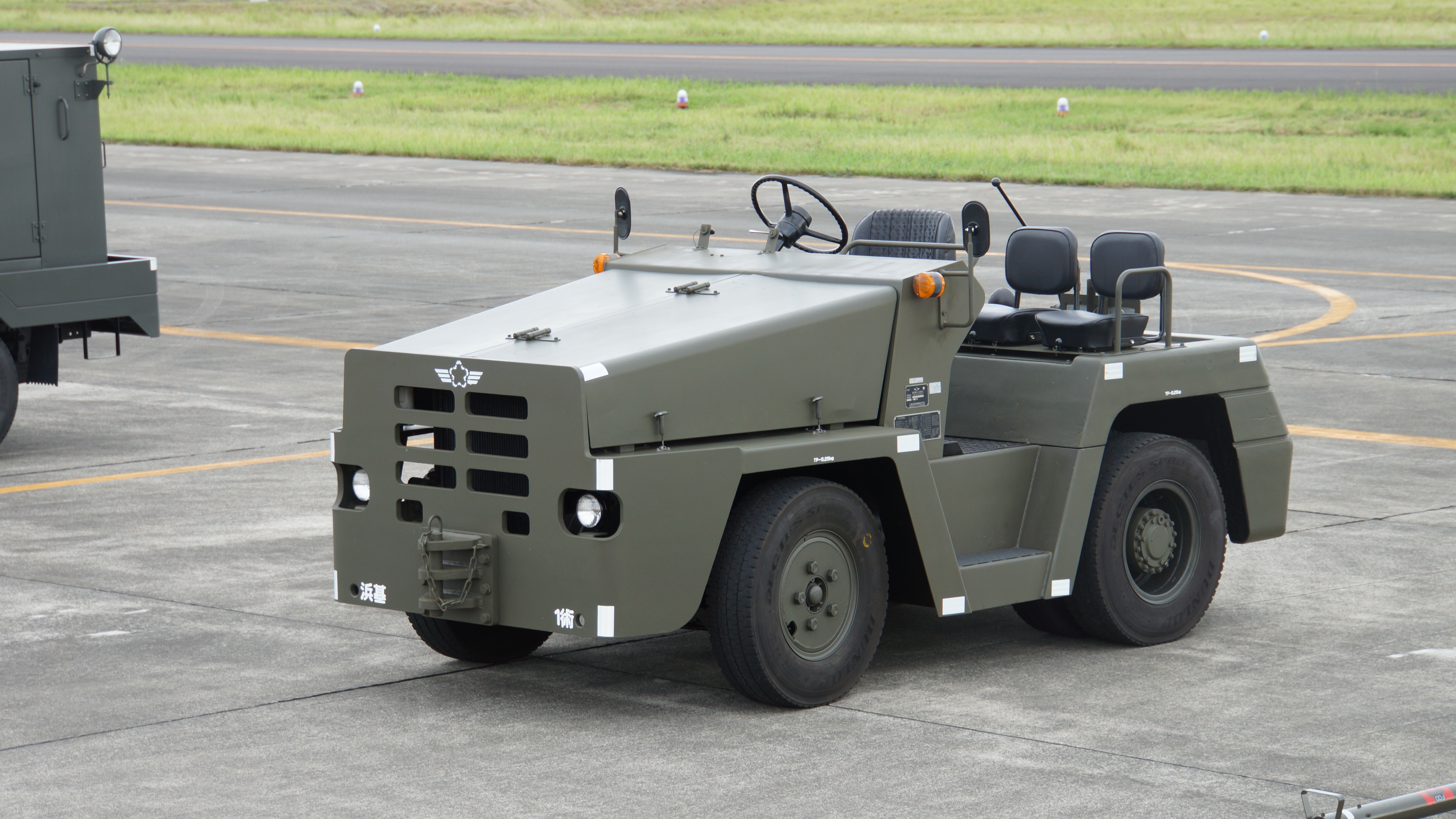
Flugfeldzugmaschine der japanischen Streitkräfte
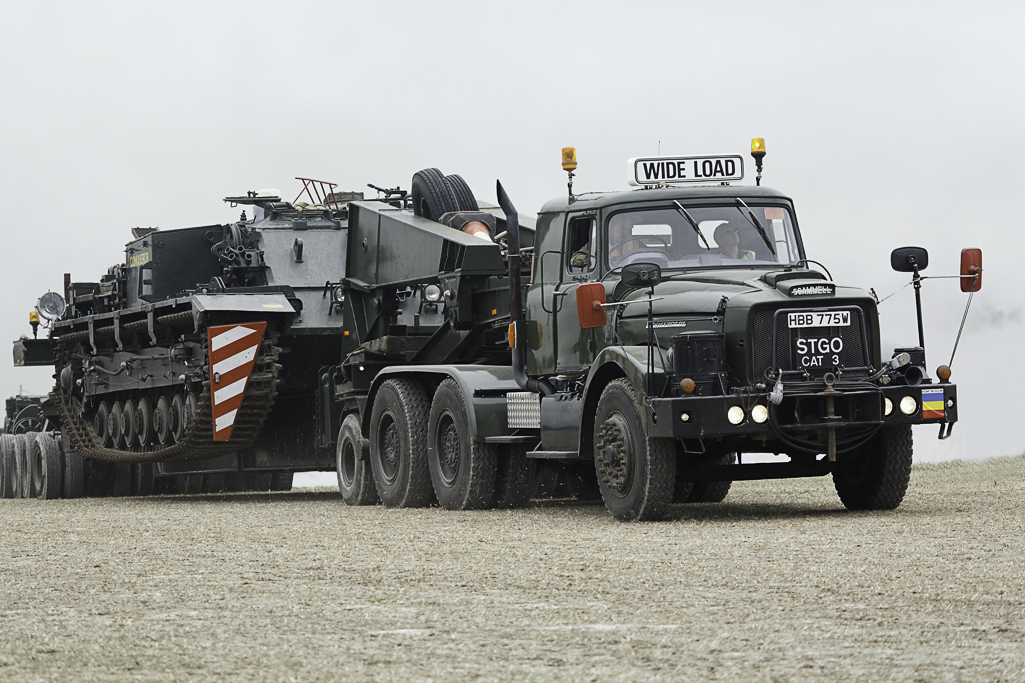
Scammell Zugmaschine beim Panzertransport

### Zugmaschinen im Treidelbetrieb

Französische „Chevaux électriques“ in Courchelettes

Im Norden und Osten Frankreichs wurden Zugmaschinen zum Treideln von Binnenschiffen verwendet. Neben Fahrzeugen mit Verbrennungsmotor, vor allem des Nutzfahrzeugherstellers Latil, existierten auch elektrisch angetriebene Zugmaschinen, deren Motoren aus Oberleitungen gespeist wurden. Darunter bemerkenswert waren die „Chevaux électriques“, dreirädrige Fahrzeuge mit Elektromotoren, von denen im Jahr 1900 120 Exemplare im Einsatz waren.

## Zum Begriff Schlepper
In einigen Regionen werden Zugmaschinen wie Traktoren als Schlepper bezeichnet. In manchen Zusammenhängen wird der Begriff Schlepper auch allgemein verwendet.

### Traktoren als Schlepper
Traktoren sind Zugmaschinen und werden auch Schlepper genannt. Es sind meist von einem Dieselmotor angetriebene Kraftfahrzeuge zum Ziehen von vorwiegend landwirtschaftlichen Anhängern und Landmaschinen. Häufig sind sie mit speziellen hydraulischen Anlagen zur Betätigung von Hubvorrichtungen und mit diversen Geräteträgern sowie mit Zapfwellen ausgestattet.

### Flurförderzeuge als Schlepper
Nach DIN ISO 5053 (alte DIN 15140) werden Schlepper wie folgt definiert: „Schlepper sind Flurförderzeuge ohne Hubeinrichtung. Sie dienen zum Ziehen und Schieben anderer Fahrzeuge, vornehmlich von Anhängern.“
In großen Industriebetrieben werden im innerbetrieblichen Transport von Lasten Zugmaschinen eingesetzt. Diese verfügen meist über einen Elektro- oder Dieselantrieb, bisweilen sind aber auch Zugmaschinen mit Treibgas (LPG)- oder Hybridantrieb im Einsatz. Elektrisch angetriebene Zugmaschinen kommen aufgrund ihres emissionsfreien Betriebs vor allem dann zum Einsatz, wenn Transportaufgaben innerhalb geschlossener Gebäude zu bewältigen sind. Müssen dagegen vergleichsweise große Distanzen im Freien überwunden werden, sind Diesel- bzw. Treibgas-Zugmaschinen meist besser geeignet. Diese verfügen typischerweise über eine größere Reichweite als batterieelektrisch betriebene Fahrzeuge. Hybrid-Zugmaschinen verfügen sowohl über einen Elektro- als auch über einen Dieselmotor. Sie sind daher immer dann hervorragend geeignet, wenn das Einsatzprofil sowohl die Verwendung in geschlossenen Räumen als auch die Überwindung relativ großer Distanzen im Freien vorsieht. Die maximalen Anhängelasten liegen bei Elektroschleppern zwischen 1 Tonne und 50 Tonnen, bei Diesel- und Treibgasschleppern meist zwischen 10 und 100 Tonnen und bei Hybridschleppern typischerweise zwischen 20 und 40 Tonnen.

### Schiffe als Schlepper

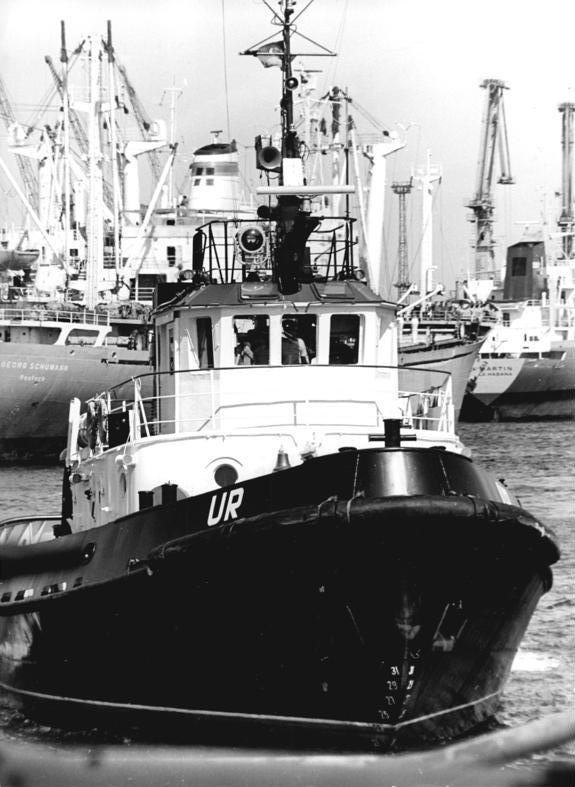
Schiff als Schlepper

Schlepper sind besonders stark motorisierte Schiffe, die zum Ziehen und Schieben anderer Schiffe oder großer schwimmfähiger Objekte eingesetzt werden. Meist werden zum Ziehen Schlepptrossen verwendet, die am Schlepper an Haken eingehängt oder an Seilwinden aufgerollt sind.

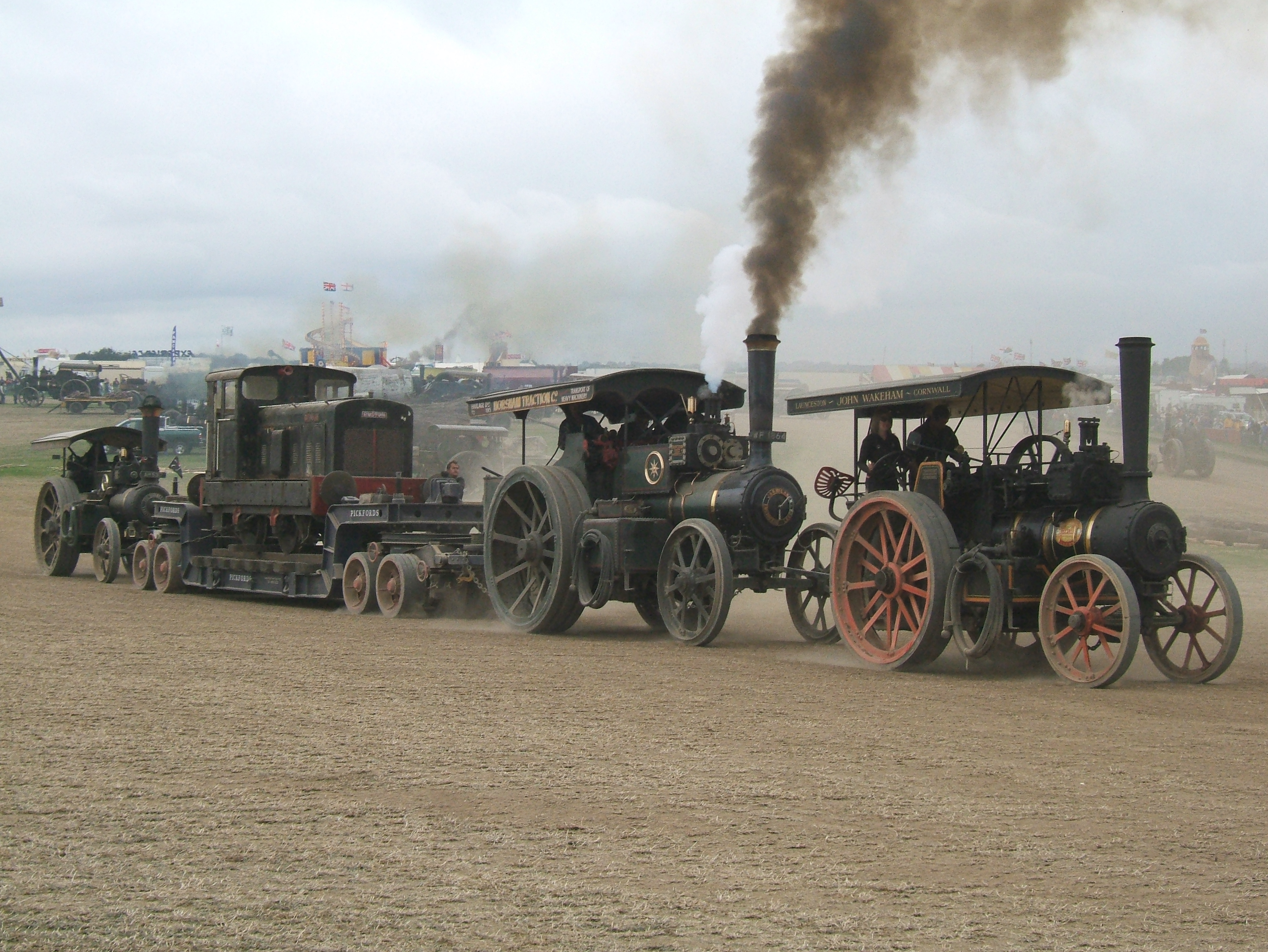
Kräftige Dampfzugmaschinen beim Schwertransport

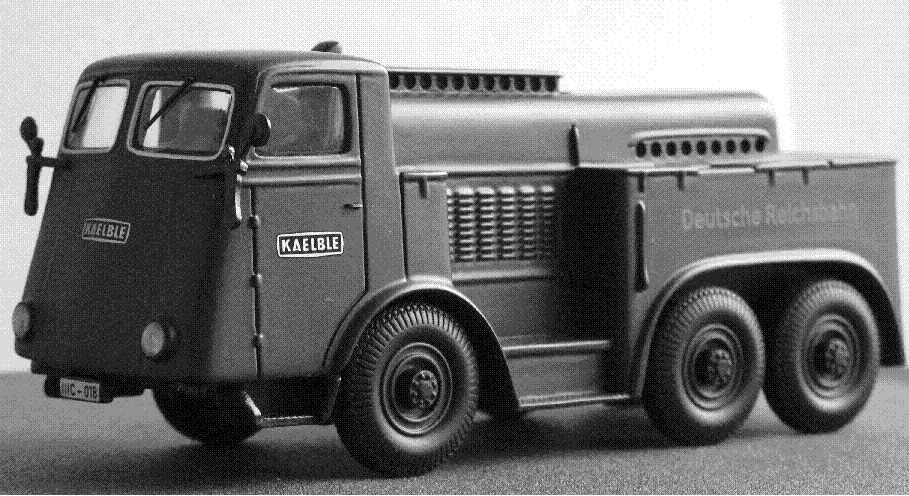
Zugmaschine Kaelble Z6R3A von 1937 (Modell)

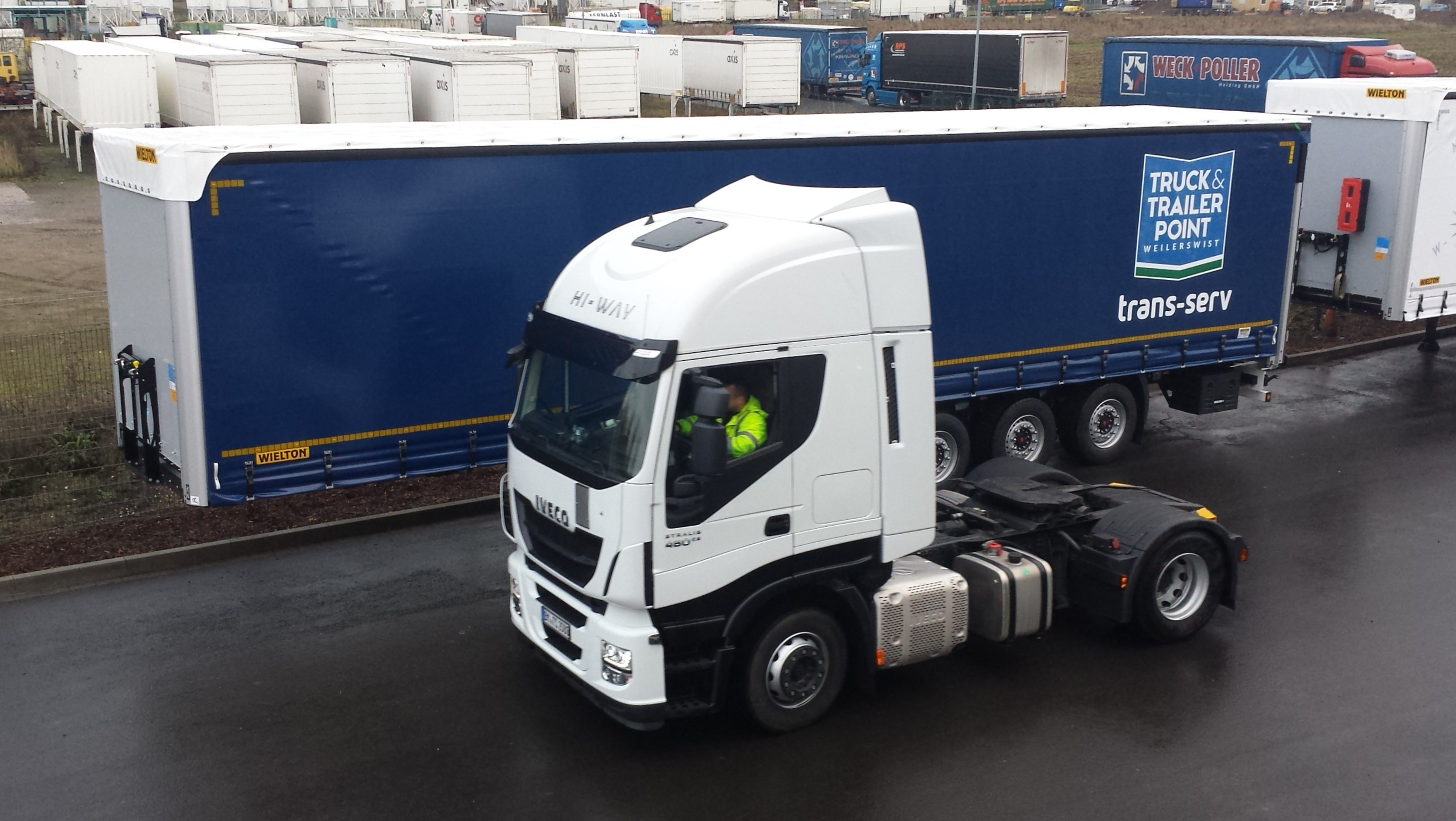
Moderne Sattelzugmaschine (Iveco Stralis) für den Güterkraftverkehr vor entkoppeltem Planensattelauflieger

## Geschichte
Zugmaschinen waren schon vor der Einführung von Motoren mit innerer Verbrennung bekannt. Ab den 1870er Jahren experimentierte die Preußische Armee mit Artilleriezugmaschinen. Am 22. Juli 1894 gewann eine Dampfzugmaschine von De Dion, Bouton & Trépardoux mit einem Victoria-Personenanhänger und fünf Personen an Bord die Wettfahrt von Paris nach Rouen, wurde aber nicht zum Sieger erklärt, weil das Fahrzeug nicht „preisgünstig und einfach zu handhaben“ gewesen sei. Das Dampflokomobil Martin Luther transportierte 1897 in der Namib. Der 1901 patentierte Lombard Steam Log Hauler war für den winterlichen Transport von Rundholz mittels spezieller Schlitten konstruiert worden und gilt als das erste kommerziell erfolgreiche Kettenfahrzeug der Welt. Zugmaschinen mit Dampfkraft wurden bis in die 1920er Jahre sowohl für Straßentransporte als auch als Schlepper zur Ackerarbeit eingesetzt.
In England gibt es bis heute eine aktive Hobbyszene zu dampfbetriebenen Zugmaschinen, die ihre Freizeitgestaltung rund um die Lokomobile betreibt. Dampfzugmaschinen, die Lokomobile, sind regelmäßig auch Teilnehmer am ältesten Autorennen der Welt, dem London to Brighton Veteran Car Run, bei dem nur Fahrzeuge zugelassen sind, die vor 1905 hergestellt wurden.

## Differenzierung zur Eisenbahn
Ein angetriebenes Eisenbahnfahrzeug bezeichnet man als Triebfahrzeug, das entweder alleine oder mit weiteren Triebfahrzeugen gekuppelt fährt oder nicht angetriebene Fahrzeuge befördern kann.
Wenn in einem Triebfahrzeug Personen oder Güter befördert werden können, wird es als Triebwagen bezeichnet, sonst als Lokomotive.